# Ursula Jeans
Ursula Jean McMinn (5 de mayo de 1906 – 21 de abril de 1973) fue una actriz teatral, cinematográfica y televisiva de nacionalidad británica.

## Biografía
Nacida en Shimla, en la India Británica, de padres británicos, se crio y educó en Londres, Inglaterra. Tenía un hermano y una hermana mayores que ella, ambos también actores, Desmond Jeans y Isabel Jeans. 
Ursula Jeans debutó como actriz teatral en Londres en 1925, y en Nueva York en 1933. Durante la Segunda Guerra Mundial trabajó entreteniendo a las tropas con la Entertainments National Service Association, en ocasiones junto a su marido, Roger Livesey. Tras la contienda siguió actuando, y en 1956 – 1958 hizo una gira teatral por Australia y Nueva Zelanda. 
Jeans se casó en segundas nupcias con el actor Roger Livesey en 1937, permaneciendo la pareja unida hasta la muerte de la actriz. La hermana de Livesey, Maggie, ya estaba casada con Desmond Jeans. Jeans y Livesey actuaron juntos en una película, Coronel Blimp (1943).
Ursula Jeans continuó actuando hasta la década de 1970, falleciendo a causa de un cáncer en 1973, en Londres. Tenía 66 años de edad.

## Selección de su filmografía
- The Passing of Mr. Quinn (1928)
- S.O.S. (1928)
- The Crooked Lady (1932)
- Once Bitten (1932)
- Friday the Thirteenth (1933)
- I Lived with You (1933)
- Cabalgata (1933)
- Man in the Mirror (1936)
- Dark Journey (1937)
- Storm in a Teacup (1937)
- Over the Moon (1939)
- Coronel Blimp (1943)
- The Woman in the Hall (1947)
- The Dam Busters (1955)
- The Night My Number Came Up (1955)
- North West Frontier (1959)
- The Green Helmet (1961)
- The Queen's Guards (1961)